# 부안임씨 쌍효 정려
부안임씨 쌍효 정려(扶安林氏 雙孝 旌閭)는 세종특별시 전동면 미곡리에 있는 정려이다. 2014년 9월 30일  세종특별자치시의 향토문화유산 제12호로 지정되었다.

## 개요
부안임씨 쌍효 정려(扶安林氏 雙孝 旌閭)는 조선시대 효자 임자의(林自儀, 1672~1717), 임태선(林太先, 1675~1720) 형제의 효행을 세상에 널리 알려 칭찬하고 기억하기 위해 나라에서 하사한 명정(銘旌)을 현판(懸板)으로 걸어놓은 정문(旌門)이다.
두 형제는 고려가 망하자 연기(현재 세종특별자치시)지역으로 내려와 불사이군(不事二君)의 충절을 지켰던 임난수(林蘭秀, 1342~1407)의 후손이다. 어렸을 때 아버지가 돌아가시고 홀어머니를 모시며 자랐으나 효심이 깊고 우애가 두터웠다고 한다. 어머니가 병환으로 눕자 지극정성으로 간호하며, 어머니의 대변을 맛보아 차도를 알아보았다. 돌아가신 후에는 묘 옆에 움막을 짓고 살면서 곁을 지켰는데 어느 날 호랑이가 나타나 형제를 위협했지만 전혀 놀라지 않은 채 효심을 보여주었고 이에 감복한 호랑이가 매일같이 찾아와 보호해 주었다고 전한다.
임자의, 임태선 형제의 효행에 대해 지역 유림(儒林)들이 글을 올려 1752년(영조 28)에 명정을 받고 정문을 세우게 되었다. 정면에는 '雙孝子旌閭(쌍효자정려)'라는 현판이 걸려있고 내부에는 후손 임헌회(林憲晦)가 1875년(고종 12)에 작성한 '林孝子兄弟旌閭記(임효자형제정려기)'가 있다.